# Ian Painter
Ian John Painter (Wombourne, 28 dicembre 1964) è un allenatore di calcio ed ex calciatore inglese, di ruolo attaccante.

## Carriera

### Giocatore

#### Club
Tra il 1980 ed il 1982 gioca nelle giovanili dello Stoke City, con cui nel 1982, all'età di 18 anni, esordisce tra i professionisti: nella sua prima stagione mette a segno 4 reti in 22 presenze in prima divisione ed un gol in 3 partite in FA Cup, mentre nelle 2 stagioni successive gioca stabilmente da titolare con le Potteries: totalizza infatti 34 presenze ed 8 reti nella stagione 1983-1984 e 38 presenze e 6 reti nella stagione 1984-1985. Nella stagione 1985-1986, disputata in seconda divisione a seguito della retrocessione dell'anno precedente, a causa di vari problemi fisici gioca solamente 19 partite, in cui realizza 2 reti; a fine stagione passa per 85000 sterline al Coventry City, club di prima divisione, con cui trascorre una stagione da comprimario anche a causa di vari infortuni (3 presenze in campionato ed altrettante in Coppa di Lega), vincendo comunque la FA Cup: a fine anno, all'età di 23 anni lascia per via dei troppi infortuni il calcio professionistico; prima del definitivo ritiro gioca comunque per un'ulteriore stagione con i semiprofessionisti del Willenhall Town, in Southern Football League (sesta divisione).

#### Nazionale
Nel 1986 ha giocato una partita nella nazionale inglese Under-21.

### Allenatore
Tra il 1995 ed il 2003 ha allenato vari club semiprofessionistici.

## Palmarès

### Giocatore

#### Competizioni nazionali
- Coppa d'Inghilterra: 1

Coventry City: 1986-1987

### Allenatore

#### Competizioni regionali
- Southern Football League Western Division: 1

Stafford Rangers: 1999-2000